# Pagurus nesiotes
Pagurus nesiotes is een tienpotigensoort uit de familie van de Paguridae. De wetenschappelijke naam van de soort is voor het eerst geldig gepubliceerd in 1991 door Haig & McLaughlin.